# Kathrine Switzer
Kathrine Virginia "Kathy" Switzer (Amberg, 5 januari 1947) is een Amerikaans auteur, televisiecommentator en voormalig marathonloopster.

## Biografie
Kathrine Virginia Switzer werd op 5 januari 1947 geboren in Amberg, Duitsland als dochter van een majoor in de United States Army. Haar familie keerde in 1949 terug naar de Verenigde Staten. Switzer studeerde af aan de George C. Marshall High School in Fairfax County, Virginia en ging vervolgens journalistiek studeren aan de Universiteit van Syracuse, waar ze in 1968 haar bachelor en in 1972 een master behaalde.

### Boston Marathon 1967
In 1967 kreeg Switzer startnummer 261 als studente bij de "Syracuse Harriers athletic club" in de Boston Marathon, vijf jaar voordat vrouwelijke lopers officieel toegelaten werden. Ze had zich ingeschreven onder een genderneutrale naam K.V. Switzer, waardoor de officials misleid werden. Een van de wedstrijdofficials, Jock Semple, probeerde haar uit de wedstrijd te halen, maar werd getackeld door Switzers vriend Tom Miller, een ex-All American football-speler die naast haar meeliep. De foto van deze tackle geraakte wijdverspreid in de media.
 Switzer finishte in een tijd van 4:20.02.

### Verdere leven en nalatenschap
Switzer was de drijvende kracht achter de Avon Women’s Road Race Series en de eerste vrouwelijk Olympische marathon in 1984. Ze was er ook bij toen in 1972 de eerste vrouwelijke lopers officieel mochten deelnemen aan de marathon van Boston. Switzer was de vrouwelijke winnaar van de New York City Marathon in 1974 met een tijd van 3:07.29 en liep haar beste tijd van 2:51.37 in de Boston Marathon in 1975.
Switzer werd uitgeroepen tot Female Runner of the Decade (1967–77) door het magazine Runner’s World. In 2011 werd Switzer opgenomen in de National Women’s Hall of Fame voor het creëren van een revolutie door de empowerment van vrouwen over de hele wereld door middel van hardlopen. In de Boston Marathon 2017 kreeg ze vijftig jaar na haar eerste deelname opnieuw startnummer 261 en ze finishte in een tijd van 4:44.31. De Boston Athletic Association kondigde daarna aan dat ze ter ere van Kathrine Switzer nooit meer het nummer 261 zouden uitdelen.
In 2013 startte Edith Zuschmann een loopclub voor vrouwen onder de naam 261 Fearless en ondertussen zijn er al meerdere 261 Fearless-loopclubs in de gehele wereld.
In 2024 opende Switzer de olympische marathon voor vrouwen op de Olympische Zomerspelen van Parijs.

### Persoonlijk leven
Kathy Switzer huwde in 1968 met Tom Miller, de man die naast haar liep in de Boston Marathon in 1967 en de wedstrijdofficial aan de kant duwde en ze scheidden in 1973. Switzer huwde daarna met Philip Schaub, van wie ze later ook scheidde en huwde een derde maal in 1987 met de in Engeland geboren loper en auteur Roger Robinson.